# 恰贡错
恰贡错（藏語：བྱ་སྒོང་མཚོ，威利转写：bya sgong mtsho，THL：Jagong Tso）位于中国西藏自治区阿里地区日土县境内，位于日土县东部，昆仑山南麓一盆地内。湖面海拔5094米，面积22.4平方公里。湖区气候寒冷，年均气温-6～-4℃左右。有一时令河于每年的5～9月注入。